# Mariano Crociata
Mariano Crociata (ur. 16 marca 1953 w Castelvetrano) – włoski duchowny katolicki, biskup Latina-Terracina-Sezze-Priverno od 2013, przewodniczący Komisji Episkopatów Wspólnoty Europejskiej od 2023.

## Życiorys
Święcenia kapłańskie otrzymał 29 czerwca 1979 i został inkardynowany do Mazara del Vallo. Pracował głównie jako duszpasterz parafialny, był także m.in. dyrektorem kurialnego wydziału katechetycznego (1983–1986) oraz wikariuszem generalnym diecezji (2005–2007).
16 lipca 2007 papież Benedykt XVI mianował go ordynariuszem diecezji Noto. Sakry biskupiej udzielił mu kard. Paolo Romeo.
25 września 2008 został wybrany sekretarzem Konferencji Episkopatu Włoch, zastępując na tym stanowisku abp Giuseppe Betoriego.
19 listopada 2013 papież Franciszek mianował go biskupem ordynariuszem diecezji Latina-Terracina-Sezze-Priverno. Ingres odbył się 15 grudnia 2013.
8 marca 2018 został wiceprzewodniczącym Komisji Episkopatów Wspólnoty Europejskiej, a 22 marca 2023 wybrany jej przewodniczącym.